# シャープ・エッジ
『シャープ・エッジ』は、坂入慎一による日本のライトノベル。イラストは凪良が担当している。電撃文庫（メディアワークス）より2003年4月から同年11月まで全3巻が刊行された。第9回電撃ゲーム小説大賞＜選考委員奨励賞＞受賞作品。

## 登場人物

### 主要人物
カナメ
この物語の主人公。天涯孤独の身であったがスイーパーであるハインツに拾われ、ハインツから“殺す”技術を徹底的に叩き込まれた。武器はナイフで、遠い敵に対してはスローイングナイフで攻撃するが、接近戦では刃の部分が異様に長く柄が短い黒塗りなナイフを用いる。口数が少なく冷たい印象を与えるが、1巻の最後で涙したりキラのためにわざわざ料理を作ったりと、単に感情を表に出すのが苦手なだけかと思われる。また、誰彼構わず殺すのではなく、自分に殺意が無いもの及び殺意を失くしたものは殺すことができないらしい（このことはクリステルが推測している）。
基本的に魔女絡みの仕事が多いが、本人も電磁の能力を持つ魔女である。ハインツから特に愛情を受けて育ったという訳でも無かったがその存在は決して軽くはなく、彼を殺したシルビアを殺害することを決意。見事シルビア殺害を果たす（が、あまり苦戦を強いられておらず、なおかつ最強のスイーパーであった育て親のハインツを易々と超えているところから、「強すぎる」という批判もある。）。仕事の数は少ないが実績がとても高く、また「ハインツの娘」という肩書きもあるために注目を浴びつつある。
1巻では自らが復讐を果たす為に事を起こすが、2、3巻は成り行きでブローディア議員絡みの事件に巻き込まれてしまう。
ハインツ
カナメの育ての親であり、スイーパーである。最強のスイーパーであったが、魔女シルビアによって殺害される。なお、回想などで一巻以降も出てくることが多い。
ステラ
カナメの保護者的存在（本人曰く「姉代わり」らしいが）で、いつも笑みを絶やさない穏やかな女性。一応酒場を構えているがいつも準備中になっており、ハインツやカナメに仕事を斡旋する場として使われている。
シモンズ
魔女を狩る異端審問官。しかし本人も予知能力を持った魔女である。言動が軽薄で嘘吐き、掴み所がない性格をしている。ちなみに予知能力も全てを予知できる訳ではなく、現にカナメと戦った時はいくつもの未来が見えて予知能力自体が使い物にならなかった。しかし、自分の未来を見ることは出来る。
カナメのことをそこそこ信頼しているらしく、色んな厄介ごとを持ちかけたり、異端審問間や非公式協会員（イリーガル）に誘ったりなどもした。また彼女に情報を与えたりなどもしている。
サブリナ
本来の魔女（オリジナル・ウィッチ）。外見は黒ぶちのアンティーク眼鏡に黒の三角帽子、髑髏のネックレスといったまさしく魔女そのものである。カナメの前に現れては謎の言葉を残したり、またナイフを修理してくれたりと不可解な行動をとる。魔女の身でありながら、異端審問官がいる教会の長を務めている。

### その他
シルビア
ファミリーが抱えていたスイーパーであり、ハインツを殺した張本人。影のある空間同士を繋げる魔力を持っており、影の中に入って身を隠すことができる。元は花売りをしていたらしい。
キラ
感染型魔力を持ったコルド・ブローディア長老議員が持つ魔女の一人。年齢は11 - 12歳ほどでセミロングの黒髪を持つ。姉と会うためにレベッカと供に脱走を図った。脱走した時、すでに魔力により自らの概念が“獣”の概念にのっとられる直前まできていた。魔力によって自分の潜在能力を極限まで覚醒させることができ、また攻撃した相手の傷口から魔力を感染させ、操ることができる（人間だけでなく、動物にも使用可）。
姉を探している途中にレベッカとはぐれ、カナメに拾われた。その時から直感でカナメと対峙することは予想していたらしい。
ユイ
キラの実の姉。本人は普通の人間である。全体的に地味であり、口数も少ない。マージェリーのパン屋で働いている。両親を亡くして以来キラとともに生活していたが、数年前に特に理由もなくキラを売った。
レベッカ
炎の魔力を操る傭兵（マーセナリー）であり、また非公式協会員（イリーガル）である。コルド・ブローディアが持つ魔女の一人。炎の魔力のため破壊的で広範囲に攻撃をすることができるが緻密な攻撃を苦手とする（このため本編ではフラン達が恐れるほどの威力は出し切れていない）。キラのことを助けようと脱走を図るが…。
ヴィクター
フランの私兵部隊に属する一人。主にニネットと行動を供にする。本人は魔女でもなんでもなくただの人間であるが、カナメと互角に渡り合えるほどの戦闘能力を持っている。カナメは彼を手首を切るのみで見逃すつもりでいたが彼自身はその「生き方」（スタイル）に満足せず、結局はカナメに敗れて死亡した。
ニネット
フランの私兵部隊に属する一人で、コルド・ブローディアが持つ魔女の一人。擬態（正確には、他人の知覚に干渉し相手に他の対象を見ていると思い込ませる）の能力を持った魔女であるが戦闘能力はないので、基本的に荒仕事はヴィクターの役目と割り切っている。口癖は、「最悪」。予測できない事態や、道理になっていない事が苦手。
フラン
コルド・ブローディアの持つ魔女の一人。物体を引き寄せる魔力を持っている。性格は怠惰だが、自分の最低限やるべきことはしっかりとやる。ニネット・ヴィクター達のリーダーで、キラ捕獲に関する主犯格。ユイを人質に取り、キラを呼び寄せようとした。当初はキラよりも、レベッカのことを危険視していた。
エミリア
切断の魔力を持った魔女。その魔力は極めて強く、「進路」や「エネルギー」などの抽象的な概念でさえも切断するが、元々の魔力は触れた物体の分子結合を切り離すものである。欠点は一カ所でしか魔力を発現できない事。コルド・ブローディアの持つ魔女で、一際寵愛を受けている。“殺人者”の概念を持って生み出されたはずのレプリカであったがその概念を誤ってとらえ、結果的に“殺人鬼”となる。その為殺人者に対して憧れに似たものを抱いており、本人も自衛のためやコルド・ブローディアに命じられる以外では殺人をしないようにしている。
ビオリスティア
コルド・ブローディアの元に使えているメイドで、エミリアの世話をしている。本人は“幸せ”の概念を持って生み出されたレプリカである。そのため幸せの絶頂に至った瞬間にしか死ぬことができず、エミリアに切り刻まれたときも死には至らなかった。彼女を作り出したのはサブリナであり、ビオリスティアが持つ“幸せ”の概念が「自分以外の全ての者が地獄に落ちること」であるため失敗作と判断し、彼女を消去した。
クリステル
コルド・ブローディアの持つ魔女の一人。周囲のベクトルを変える魔力を持っており、それによって飛び道具から身を守ることができる。どこか達観的であり、口数が多い。コルド・ブローディアからカナメ抹殺の指令を渡され、カナメを殺害しようと試みたが結果的にパートナーのツェリが殺害され任務は失敗した。
トリシィ
コルド・ブローディアの持つ魔女の一人。接触した物体の生命エネルギーを利用して爆発を起こすことができる破壊的な魔力を持つが、本人の性格が極めて内気で心配性であるために有効に活用されているかどうかは微妙である。自ら人殺しをするのは嫌だが、自分が殺されそうになるときは別である。相手に魔力を込めることで物体に接触していなくても任意のタイミングで爆発させることができる。コルド・ブローディアの館が攻撃された際にシモンズによって殺害されそうになる。その際に魔力を成長させ、たとえ物体に触れていなくても爆破したものの周囲にある物体を爆破できる感染型魔力を発動できるようになった。
ルチア
藍色の髪を持つ異端審問官。探査型魔力の持ち主で、魔力に関する情報などを相手から引き出すことができる。戦闘には参加していないが、シモンズと供に現場検証に赴いている。

## 用語
魔女
先天的変異体の事で、ほとんどが女性だがごく稀にシモンズのような男性もいる。それぞれが独自の魔力を持ち、大抵が戦闘向きの魔力である。カナメ曰く「自分には魔力があるから大丈夫」という顔をしている者が魔女らしい。また、「本来の魔女」（オリジナル・ウィッチ）と言われる魔女は「何でもできる」らしく、大昔には世界を動かしていたが、普通の魔女（サブリナ曰く「紛い物」）が増えるにつれ減少したようである。
異端審問官
絶対的権限を持つ教会に仕える聖職者にして殺人の許可を与えられた殺人の使徒。教会お抱えの魔女が所属し、サブリナが教王であるその組織の目的は「魔女狩り」のみ。所属している魔女が極端に少ないため、周囲に被害をもたらす魔女を優先的に駆逐しており、非公式教会員や特に問題を起こさない魔女は駆逐しない方針。
非公式教会員（イリーガル）
教会の要請があった時のみ教会に手を貸し、その代わり「魔女狩り」の対象から除外してもらっている魔女のこと。

## 既刊一覧
- 坂入慎一（著）・凪良（イラスト）、メディアワークス〈電撃文庫〉、全3巻
  - 『シャープ・エッジ stand on the edge』、2003年4月10日発売[2]、ISBN 4-8402-2326-2
  - 『シャープ・エッジ2 sink in the starless night』、2003年7月10日発売[3]、ISBN 4-8402-2413-7
  - 『シャープ・エッジ3 red for the overkill』、2003年11月10日発売[4]、ISBN 4-8402-2517-6